# Skällsord

I Paul Grahams "Hierarchy of Disagreement" listas skällsord som den lägsta formen av argument.

Skällsord, okvädingsord, glåpord eller skymford, även invektiv, är smädligt yttrande, ord eller begrepp om någon eller en ärerörig beskyllning mot någon. Ett skällsord är ofta samtidigt en förolämpning för mottagaren.
I en känsloladdad debatt förekommer ibland skällsord. Skällsord brukar anses vara den lägsta formen av argument.

## Pejorativ

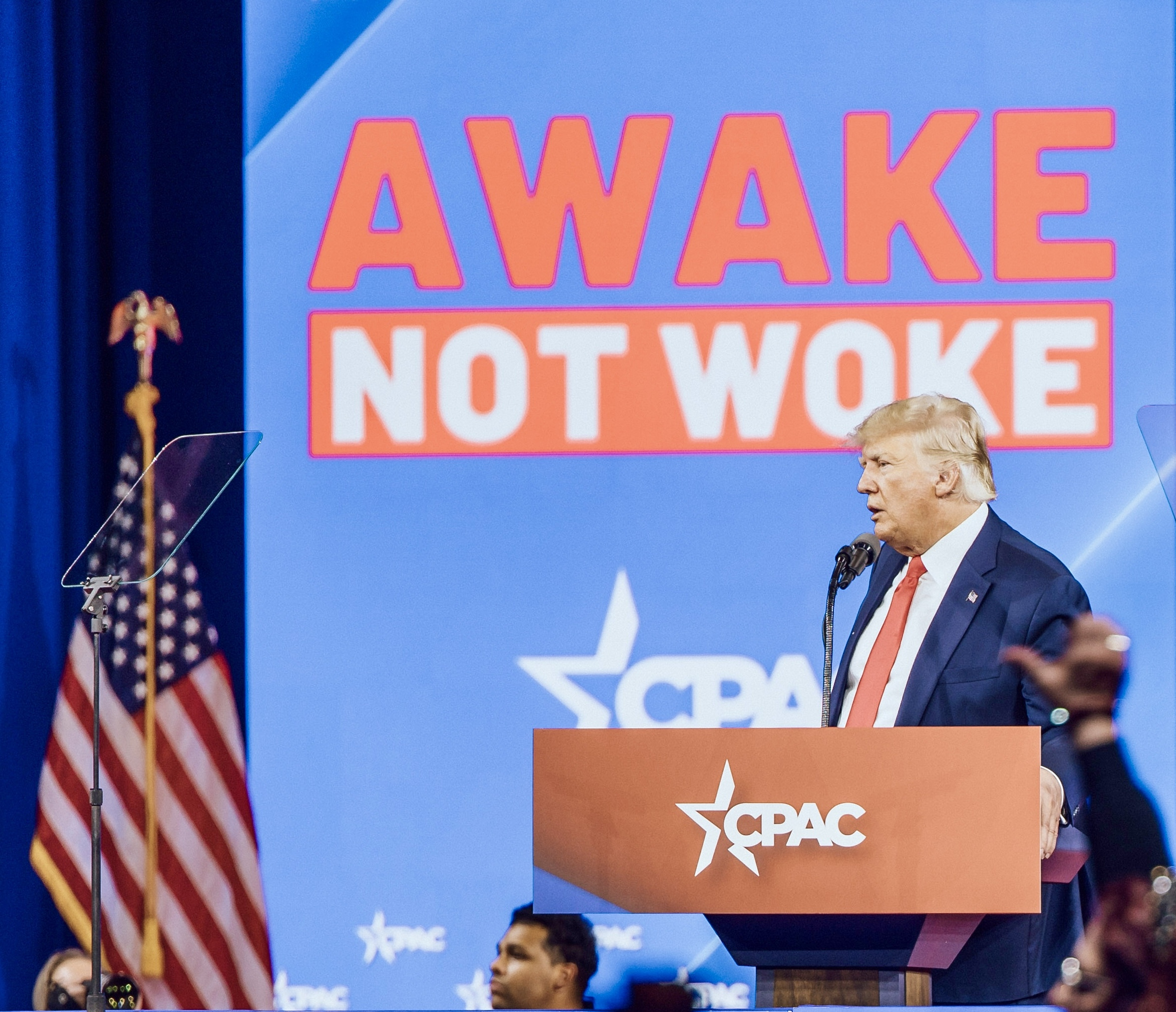
USA:s president Donald Trump som använder det politiska begreppet woke som pejorativt under sin valkampanj 2022 med sloganen ”Awake, not woke”, alltså ”vaken, inte woke”.

Ofta förknippat med skällsord är adjektivet pejorativ. Det anger att ett uttalande, ord eller uttryck är ägnat att vara nedsättande eller förolämpande. Skällsord kan exempelvis beskrivas som ”pejorativa ord”.
Ordet härrör stammen i senlatin: pejoratus, perfektparticip av pejorare (”förvärra, försämra”), en avledning av komparativa adjektivet pejor (”värre, sämre”).

## Okvädande
Akten att ge ut skällsord, verbalt smädande eller verbala förolämpningar etc kallas okvädande (att okväda, okvädning), alltså ”illa yttrande”, alternativt glåpande (att glåpa, glåpning), samma rot som glupsk med mera, alltså ungefär ”käftig”.
Okvädan finns belagt som adjektiv i formen okvädins samt i sammansättningar såsom: okvädinslust (”lusten att okväda”), okvädinsord (”skällsord”), okvädinstjut (”förbittrat kraftuttryck, svordom”), okvädinsvisa (”nidvisa eller dylikt”) med mera.
Okvädinsord finns belagt både i fornsvenskan som quæþins orð och i fornvästnordiskan som úkvæðisorð.

### Brottet okvädande i Sverige
I äldre tider var okvädande brottsligt i Sverige, där brottet stundom kallades för okväde, förbrytaren för okvädare och så vidare.
Både okvädinsord och glåpord är belagt i Sveriges äldsta kända lag, hednalagen, som fornsvenska: oquæþins orð och gløpr orð, och ses där som ett hedersbrott. Den som vanhedrats kan därmed utmana den vanhedrande på envige (tvekamp till döden). Lagen följer med att: om den som vanhedrat inte kommer så är han själv hederslös eftersom han själv inte kunde stå upp för sitt utlåtande och blir klassad som niding, en hederslös utböling. Om den som vanhedrats inte kommer till enviget så har den förtjänat skällsordet och anses ej förmögen att hålla ed eller vittna, alltså att personen har uppvisat att den ej upprätthållit sin heder och därmed inte kan anses som hedligt pålitlig. Om duellen blir av gäller följande utfall: Om den som vanhedrat segrar i enviget behöver den bara betala halv mansbot, alltså att böterna för dråpet på sin motståndare blir halverat gentemot dråp utanför envige. Om den som vanhedrats segrar i enviget blir påföljden enbart att den som vanhedrat blir begravd utan straffpåföljd, alltså att den segrande slipper mansbot helt eller annan påföljd.
Enligt Norstedts ”Sveriges historia 600-1350”, på sidan 295, hade de medeltida lagsamlingarna listor över vilka benämningar man inte fick använda om sina medmänniskor: ”tikvalp, fegis, trollkona, hortuta, förgörerska, tjuv, sköka, hora, rövare, mördare, niding, träl, kasevarg (mordbrännare), agnabak (spannmålstjuv), skökoson (horunge, oäkting), lögnare, son av hynda” och så vidare. Dessa var främst reserverade som strafftitlar och fick bara användas om förbrytare som erhållit de.

## Objektifierande skällsord
Objektifiering i nedsättande bemärkelse avser att en person likställs vid ett objekt nedan mänskligt värde som kan ägas eller slängas bort. Sådana skällsord använder objektifiering till att nedvärdera personen genom att likställa den med ett negativt objekt eller något redan objektifierat med negativ karaktär.
Ett vanligt exempel på det första är att kalla någon för ”sopa”.
Vanliga exempel på det senare är de sexistiska skällsorden ”hora”, ”sköka”, ”slyna”, ”slampa”, och ”subba” (med mera), vilka förenklat avser tjejer som ligger runt och inte värderar sin kropp som något åtråvärt, där ”hora” och ”sköka” betyder prostituterad kvinna som säljer sin kropp, ”slyna” (feminin form av ”slyngel”) ung oerfaren tjej som begår otukt, ”slampa” promiskuös kvinna, och ”subba” ett äldre begrepp för kvinnlig anställd på enklare serveringsställen och hänvisar till hur dessa ofta blev sexuellt utnyttjade eller extraknäckte som prostituerade.
Kring millennieskiftet 2000 rönte skolungdomars slentrianmässiga användning av exempelvis ordet "hora" stor publicitet och politisk debatt. Se även hora-madonna-komplex.

## Sexistiska skällsord

### Uttryck som smädar moderns heder
Uttrycket "Din mamma" förekommer i 1990-talets ungdomsslang och avser att indirekt förolämpa en person, vanligen en man, via dennes moder. Underförstått - men ibland också explicit - är orden "din mamma" en del av en längre, nedsättande fras, som ofta handlar om att moderns kyskhet eller trohet brustit.
Moderstemat är inlånat från kulturer där dylika frasers sanningshalt anses avgörande inte bara för moderns heder utan även för hela familjens ära, i synnerhet familjens manliga medlemmars ära, eftersom dessa förväntas beskydda de sina. Uttrycket "din mamma" har dock numera blivit både urvattnat och slentrianmässigt.
Den vanligaste svordomen på kinesiska, "hans mamma" spelar på samma tema.

### Sexistiska uttryck om män
Killgissa var med i Språkrådets nyordslista 2017, och mansplaining år 2015. Ytterligare exempel på förolämpning riktad mot män är manspreading(en).

### SAOB
- Svenska Akademiens ordbok: Skällsord
- Svenska Akademiens ordbok: Invektiv
- Svenska Akademiens ordbok: okväde
- Svenska Akademiens ordbok: okvädins-